# Soňa
Soňa je ženské křestní jméno ruského původu, přičemž se původně jednalo o domáckou podobu jména Sofie (rusky Sofija), počeštěně Žofie, pocházející z řeckého slova σοφία (sofia) znamenající „moudrost“. Podle českého občanského kalendáře má svátek 28. března. Mezi české domácí podoby patří Soňka, Sonča, Soni(čka), Sonin(k)a, Sonice či Soňuše.

## Statistické údaje
Následující tabulka uvádí četnost jména v ČR a pořadí mezi ženskými jmény ve srovnání dvou roků, pro které jsou dostupné údaje MV ČR – lze z ní tedy vysledovat trend v užívání tohoto jména:
| Rok       | Četnost   | Pořadí   |
| 1999      | 19 417    | 69.      |
| 2002      | 19 431    | 68.      |
| Porovnání | o 14 více | o 1 lépe |

Změna procentního zastoupení tohoto jména mezi žijícími ženami v ČR (tj. procentní změna se započítáním celkového úbytku žen v ČR za sledované tři roky) je +0,9%.

## Známé nositelky jména
- Sonja Bakić – srbská poprocková zpěvačka
- Soňa Bernardová (* 1976), česká reprezentantka v synchronizovaném plavání
- Soňa Boštíková (* 1971), česká horolezkyně
- Soňa Bubníková – česká dabingová režisérka
- Sônia Braga – brazilská herečka
- Soňa Červená (1925–2023), česká herečka a zpěvačka
- Sonia de Ignacio – španělská pozemní hokejistka
- Sonia Evans – britská popová zpěvačka
- Sonia Gandhi – indická politička
- Sonya Hartnett – australská spisovatelka
- Sonja Henie (1912–1969), norská krasobruslařka a filmová herečka
- Sonja Elen Kisa (* 1978), kanadská překladatelka a lingvistka
- Soňa Kovačevičová (1921–2009), slovenská etnografka
- Soňa Norisová (* 1973), slovenská herečka
- Sonia O'Sullivanová (* 1969), irská atletka
- Soňa Paukrtová (* 1950), česká politička
- Soňa Pavelková – indo-česká zpěvačka
- Sonia Rykiel (1930–2016), francouzská návrhářka
- Sonia Scarlet – zpěvačka italské kapely Theatres des Vampires
- Sonya Tayeh – americká tanečnice a choereografka
- Soňa Thomová (* 1947), česká spisovatelka
- Soňa Valentová (1946–2022), slovenská herečka
- Sonya Walger – americká herečka

### Fiktivní postavy
- Sonja – postava v americkém fantasy filmu Rudá Sonja
- Soňa Čechová - ze seriálu Ulice
- Soňa Rostovová – z knihy Válka a mír od L. N. Tolstého
- Soňa Marmeladovová – z knihy Zločin a trest od F. M. Dostojevského
- Soňa Serebrjakovová – z knihy Strýček Váňa od A. P. Čechova

## Zahraniční varianty
- anglicky – Sonia, Sonya
- bulharsky – Cona
- francouzsky, italsky – Sonia
- německy, nizozemsky, švédsky – Sonja
- maďarsky – Szonja
- rusky, srbochorvatsky – Соня (Sonia)
- slovensky – Soňa

### Podobná jména
- Sunja
- Sonje
- Sontje
- Sünja
- Sünje
- Sinje

## Jmeniny v kalendářích:
- Česko, Slovensko:[3] 28. březen
- Bulharsko: 27. prosinec[4]
- Maďarsko, Rakousko, Finsko, Švédsko, Slovinsko: 15. květen[5][6]
- Norsko: 29. listopad[6]
- Portugalsko: 15. květen, 3. září[6]